# Тиша, що манить
«Тиша що манить» (англ. The Beckoning Silence)  — британський докудраматичний телефільм 2007 року, який описує невдалу трагічну спробу підняття по північній стороні гори Айгер (так звана «Північна стіна» в Бернських Альпах) команди скелелазів Тоні Курца в 1936 році. Під час спроби всі четверо альпіністів трагічно загинули. Фільм представлений Джо Сімпсоном, чия однойменна книга надихнула на створення фільму.
У фільмі Джо описує та коментує все що відбувалось по маршруту альпіністів і сам проходить ключові ділянки.
У 2008 році фільм виграв Міжнародну премію Еммі в номінації «Найкращий документальний фільм».